# Hans Klemm
Hans G. Klemm (Dearborn, Michigan, 1958. augusztus 21. –) amerikai diplomata, 2015. szeptember 21. és 2019 decembere között az Egyesült Államok romániai nagykövete.
Klemm az Indianai Egyetemen szerzett alapfokú diplomát a közgazdaságtan és a történelem területén. A Stanford Egyetemen mesterfokozatú oklevelet szerzett nemzetközi fejlesztési politika szakon.
1981-ben csatlakozott az Egyesült Államok Külügyi Szolgálatához, majd 2001-ben előléptették a Szenior Külföldi Szolgálatba.
2007. június 12. és 2010. május 25. közt az USA Kelet-Timorba delegált nagykövete volt.
2012-től 2015-ig volt Vezető Helyettes Kisegítő Államtitkár az amerikai külügyminisztérium humánerőforrás-irodájában. 2015 márciusában Barack Obama elnök bejelentette, hogy Klemmet jelöli Románia amerikai nagykövetének pozíciójára. 2015 szeptembere óta Klemm látja el az amerikai nagykövet feladatait Romániában.

## Fordítás
- Ez a szócikk részben vagy egészben  a   Hans G. Klemm című angol Wikipédia-szócikk ezen változatának fordításán alapul.  Az eredeti cikk szerkesztőit annak laptörténete sorolja fel. Ez a jelzés csupán a megfogalmazás eredetét és a szerzői jogokat jelzi, nem szolgál a cikkben szereplő információk forrásmegjelöléseként.